# Biblioteca Nacional de Portugal
Die Portugiesische Nationalbibliothek (Portugiesisch Biblioteca Nacional de Portugal) in Lissabon ist die Nationalbibliothek der Republik Portugal und die größte und wichtigste Bibliothek des Landes.

## Geschichte
Am 29. Februar 1796 wurde per königlichem Dekret (unter Königin Maria I.) die Real Biblioteca Pública da Corte (dt. etwa: Öffentliche Bibliothek des Königlichen Hofes) gegründet, vor allem aus Beständen der 1768 gegründeten Biblioteca da Real Mesa Censória (dt. etwa: Bibliothek der königlichen Zensurbehörde). Sie bezog Räume in der westlichen Gebäudereihe der Praça do Comércio (Torreão Ocidental da Praça do Comércio [Terreiro do Paço]), und ihre Bestände standen ab Beginn der Öffentlichkeit zur Einsicht offen, ohne auf eine Personengruppe wie z. B. Wissenschaftler beschränkt zu sein. Die Königliche Bibliothek (Biblioteca Real) mit über 70.000 Titeln war währenddessen weiterhin im königlichen Stadtschloss Paço da Ribeira untergebracht. Sie kam, nach erheblichen Verlusten beim Erdbeben von 1755, mit der Flucht des Königshauses vor den napoleonischen Invasionstruppen 1807, nach Rio de Janeiro, wo sie den Grundstock der dortigen Biblioteca do Brasil bildete. Als 1821 der königliche Hof zurück nach Lissabon kam, brachte er nur einen kleinen Teil zurück, der als Biblioteca da Ajuda seit 1880 im Palácio Nacional da Ajuda untergebracht ist und heute ebenfalls zur Nationalbibliothek gehört, aber separat geführt wird.
1805 war erstmals ein Gesetz zum Pflichtexemplar erlassen worden, welches die Bestände nun stetig erweiterte, neben der Politik des Ankaufes von als bedeutend angesehenen Privatbeständen. Nach dem Miguelistenkrieg und der Auflösung aller religiöser Orden 1834 fielen die umfangreichen Klosterbibliotheken dem Staat zu. Die Real Biblioteca Pública da Corte bezog nun im Stadtviertel Chiado die Räume des ehemaligen Klosters Convento de São Francisco da Cidade (Kloster des hl. Franziskus der Stadt), das beim Erdbeben von 1755 weitgehend zerstört, und deren umfangreiche Gebäudekomplexe nur teilweise wieder errichtet worden waren. Auch der Name wurde nun in Biblioteca Nacional de Portugal geändert. Nach der Ausrufung der Portugiesischen Republik 1910 fielen erneut umfangreiche Bestände von aufgelösten religiösen Organisationen an die Nationalbibliothek.
1956 wurde aufgrund des sich anbahnenden Platzmangels der Umzug der Bibliothek auf den Campus der Universität Lissabon beschlossen. Nach Plänen des Architekten Porfírio Pardal Monteiro begannen 1958 die Arbeiten am Neubau, und nach ersten Teilumzügen ab 1965 wurde 1969 die neuen Nationalbibliothek offiziell eingeweiht.
In den 1980er Jahren wurde die Biblioteca Nacional informatisiert und das nationale Datensystem PORBASE eingeführt. Seit gesetzlicher Einführung des Pflichtexemplars für akademische Abschlussarbeiten 1986 werden auch diese hier archiviert.
Seit ihrer Einführung 2000 wird die Digitale Bibliothek planmäßig ausgebaut und seit seiner Gründung dem Europeana-Projekt zur Verfügung gestellt. Die Biblioteca Nacional de Portugal war 2005 zudem Gründungsmitglied des European Library-Projektes.
2012 wurde die Biblioteca Pública de Évora der Nationalbibliothek angegliedert.

## Verwaltung

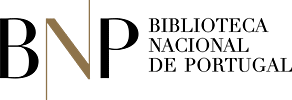

Die Nationalbibliothek ist dem portugiesischen Kultusministerium als autonome Organisation angegliedert. Sie ist in die Abteilungen Verwaltung, Technik und Wissenschaft gegliedert und untersteht ihrem Generaldirektor, der von ihrem Verwaltungsrat kontrolliert wird.
Aktuell ist Maria Inês Cordeiro Generaldirektorin (Stand Dezember 2015).

## Bestand

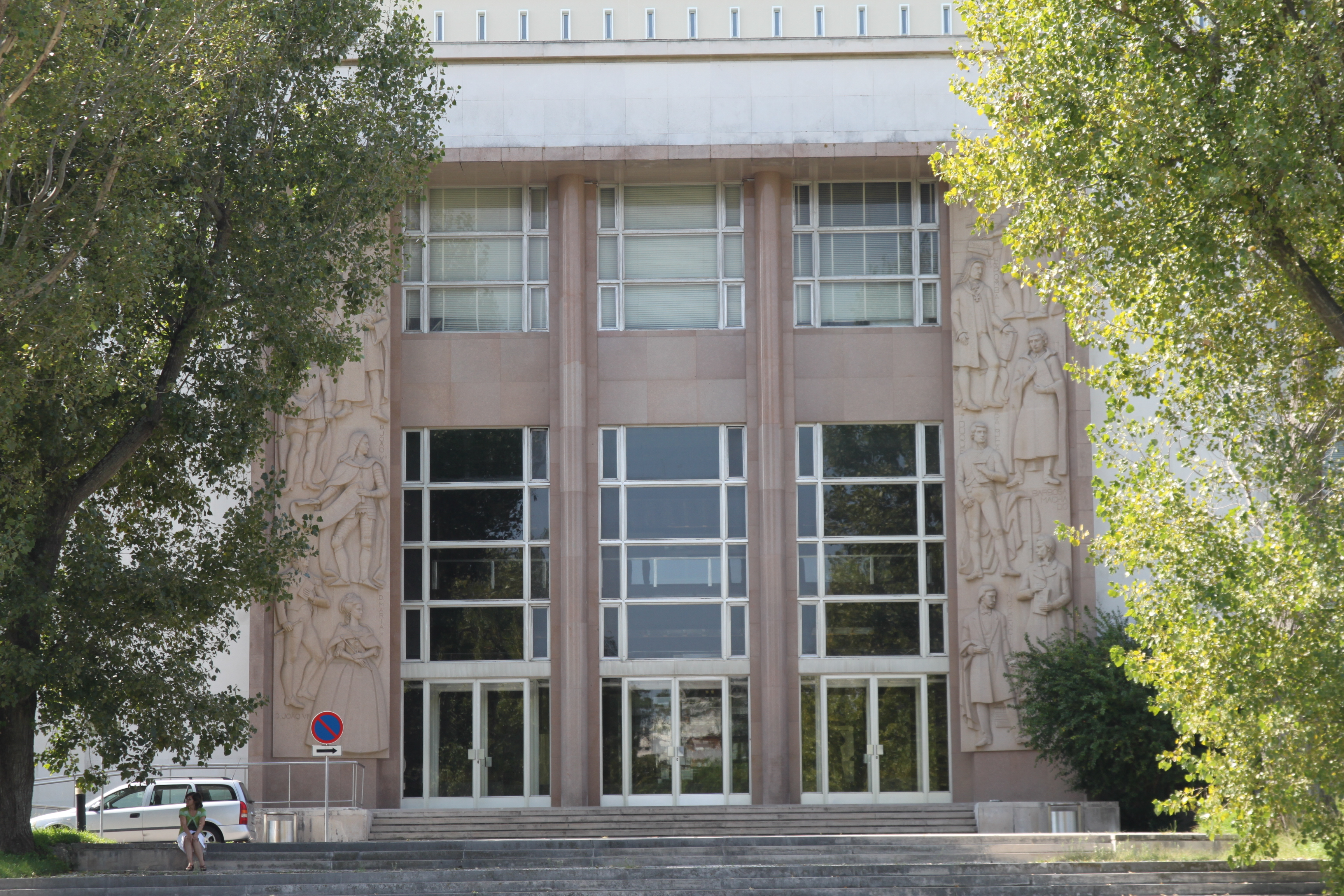
Eingang der Biblioteca Nacional

### Biblioteca Nacional
Der Bestand der Nationalbibliothek gliedert sich in sechs Bereiche:
- Fundo Geral (Allgemeiner Bestand): neben den ca. 50.000 Periodika ist dies der Hauptbestand mit über 3 Millionen Monografien, überwiegend die übernommenen und aufgebauten Bestände, chronologisch seit dem 16. Jahrhundert bis heute, alle Pflichtexemplare seit 1931, und alle akademischen Pflichtexemplare seit 1986[5]
- Reservados (Reservierter Bestand, Rare Bücher und Manuskripte): ca. 51.000 Manuskripte seit dem 12. Jahrhundert (ca. 15.000 Kodizes und ca. 36.000 Einzelhandschriften), ca. 30.000 frühe Druckwerke (unterteilt in bis 1500 und ab 1501), ein historisches Archiv mit 466 Urkundensammlungen, und die Nachlässe von 148 Schriftstellern (darunter Fernando Pessoa, Eça de Queiroz, Camilo Castelo Branco und José Saramago)[6]
- Cartografia (Karten): über 6.800 seit dem 16. Jahrhundert veröffentlichte kartografische Werke[7]
- Iconografia (Ikonografien): über 117.000 bildliche Darstellungen aller Art auf Papier (Drucke, Zeichnungen, Plakate, Heiligenbilder, Postkarten)[8]
- Música: über 50.000 Stücke (Partituren, Libretti, Musikfachbücher, Fotografien u. a.)[9]
- Leitura para Deficientes Visuais (dt. etwa: Werke für Sehbehinderte): über 7.000 Titel in Brailleschrift und 1.575 Audiodokumente[10]

### Biblioteca da Ajuda

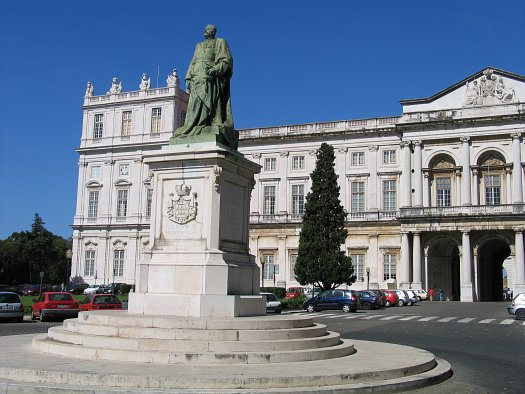
Der Palácio Nacional da Ajuda

Zur Nationalbibliothek gehört außerdem die Biblioteca da Ajuda. Seit 1880 im Palácio Nacional da Ajuda untergebracht, geht sie auf die Königliche Bibliothek, der Biblioteca Real aus dem 15. Jahrhundert zurück. Durch das Erdbeben von 1755 wurde ein beträchtlicher Teil der damaligen 70.000, an der heutigen Praça do Comércio untergebrachten Bände vernichtet. Weitere 60.000 Bände der bis 1807 wieder aufgebauten Bestände blieben nach der Rückkehr des nach Rio de Janeiro geflohenen Königshauses dort. So umfasst die als separater Bestand geführte Bibliothek in Ajuda heute etwa 150.000 Exemplare, darunter:
- Manuskripte: 2.512 Kodizes und ca. 33.000 weitere Handschriften aus dem 13. bis 20. Jahrhundert, darunter 43 illustrierte Kodizes, eine Sammlung Chroniken aus dem 15. bis 18. Jahrhundert, und die für die Asienforschung bedeutenden 226 Kodizes der Symmicty Lusitanica und 61 Kodizes der Jesuiten in Asien
- Musikmanuskripte: 2.950 Kodizes und 10.200 weitere Handschriften von Opern und Kammermusik aus dem 18. und 19. Jahrhundert
- Druckwerke: neben den 16.000 Monografien und 11.000 Periodika (mit 1.700 verschiedenen Titeln) auch 60.000 alte Bücher des 16 bis 18. Jahrhunderts, mit einigen Einzelstücken
- jeweils etwa 2.500 Karten, Illustrationen, und Fotografien aus dem 19. und frühen 20. Jahrhundert

### Biblioteca Pública de Évora

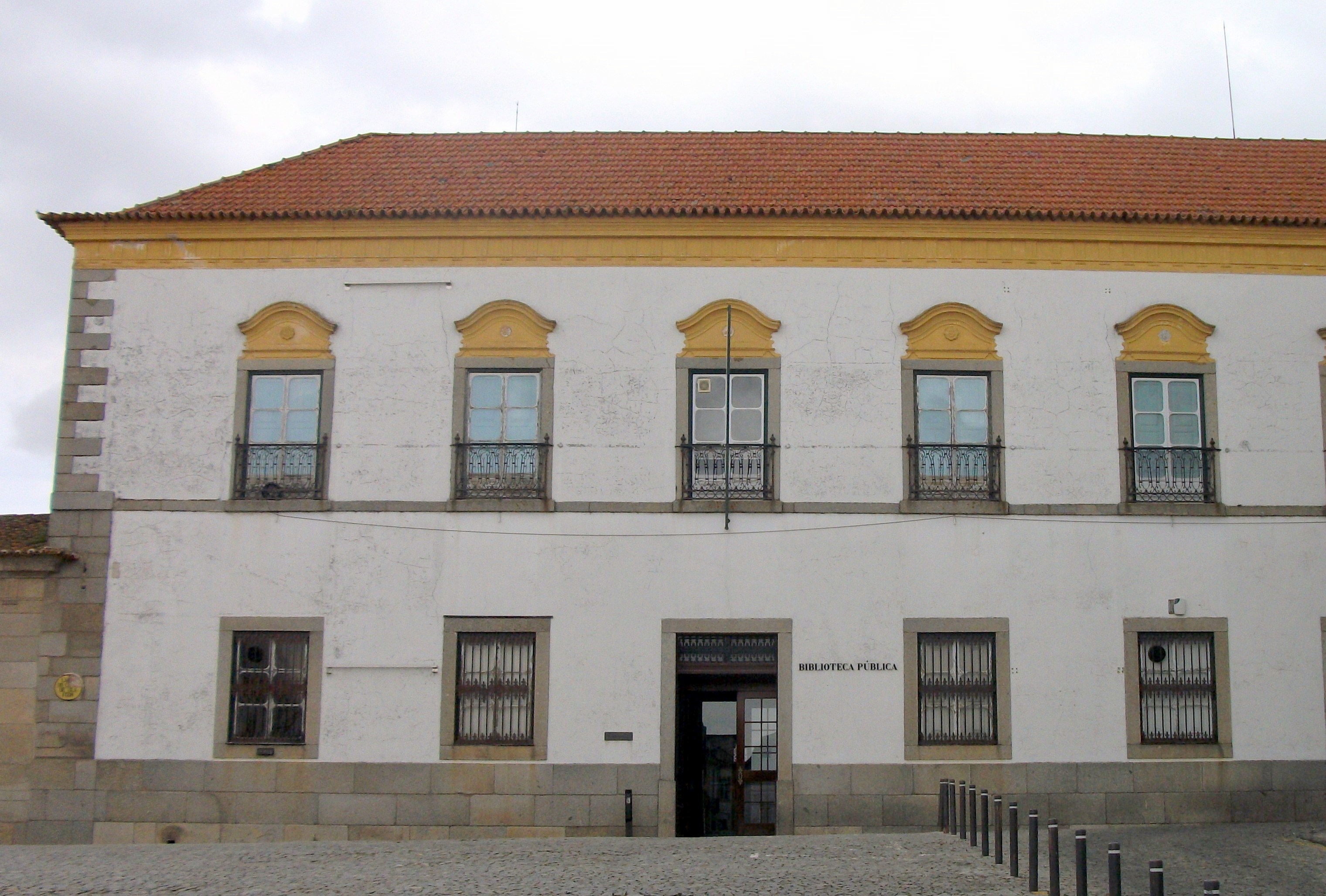
Die Biblioteca Pública de Évora in der Casa Forte in Évora

Der Geistliche Frei Manuel do Cenáculo beschloss 1805 in Évora die Gründung einer öffentlichen Bibliothek. Er überließ ihr seine umfangreiche Sammlung von etwa 50.000 Büchern und veröffentlichte am 21. September 1811 ihre Statuten. Mit der Konfiszierung der Vermögen aller kirchlichen Orden in Portugal nach der Liberalen Revolution 1822 kamen die Bestände der bischöflichen Klostersammlung dazu, und schließlich wurde auch die Biblioteca Manizola des 2. Visconde da Esperança eingegliedert.
Insbesondere der Bibliothekar Cunha Rivara zeichnete danach für die systematische Inventur der Manuskripte verantwortlich, während Augusto Filipe Simões durch Ausbau und Umgestaltung des Gebäudes das räumliche Wachstum der Bibliothek ermöglichte. 1931 erhielt die Biblioteca Pública de Évora das Pflichtexemplarrecht.
Im März 2012 wurde sie der Nationalbibliothek angegliedert. Am Sitz der Biblioteca Pública de Évora in der Casa Forte sind heute etwa 60.000 Bände einzusehen.

## Kataloge

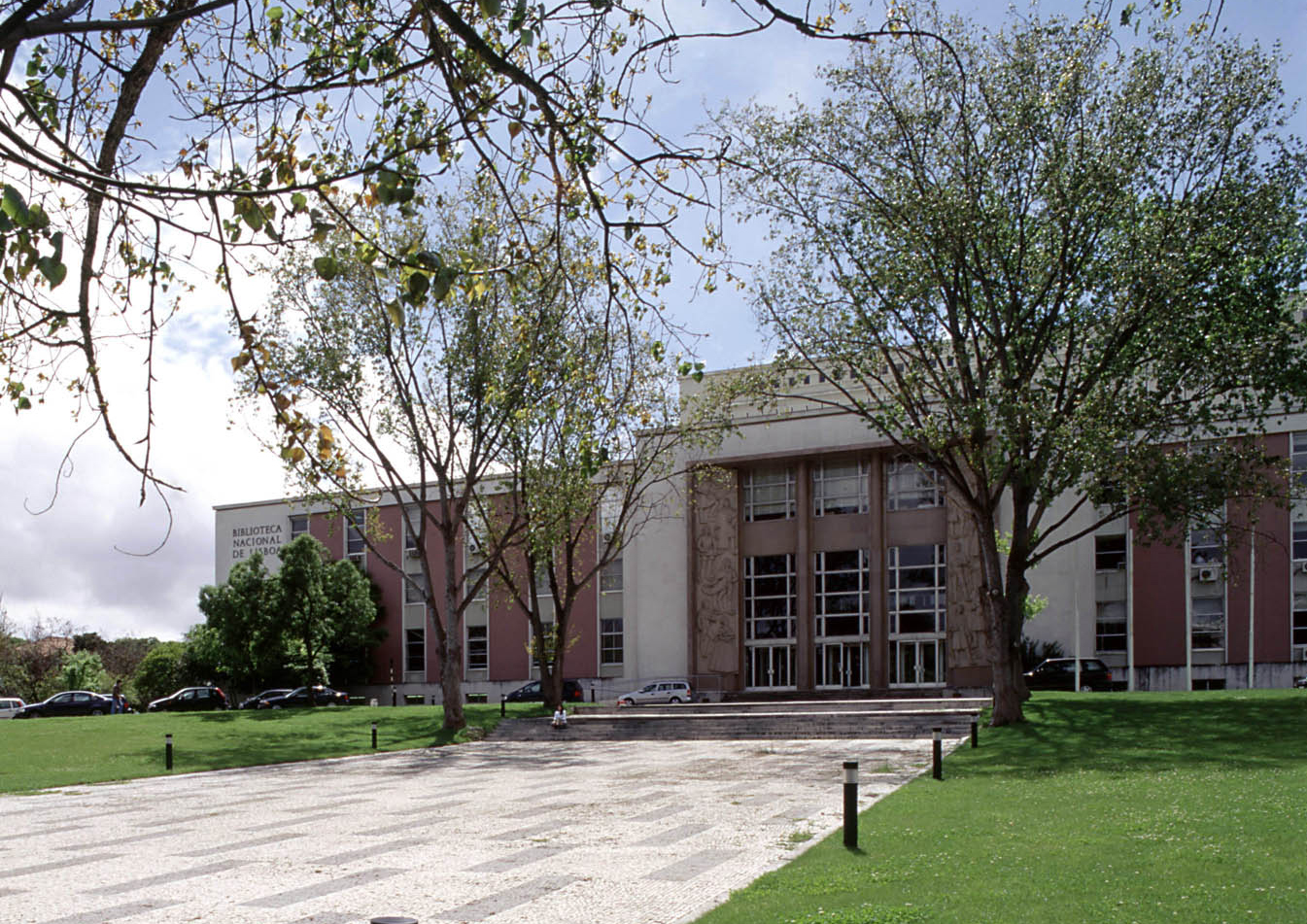
Die Biblioteca Nacional de Portugal

Neben der Online-Suche im Katalog der Nationalbibliothek ist mit der Biblioteca Digital der Zugriff auf die digitalisierten Bestände möglich. Beides steht auch über die European Library zur Verfügung. Ihre digitalen Bestände stellt die Nationalbibliothek als portugiesischen Beitrag dem Europeana-Projekt zur Verfügung.
Folgende Kataloge sind darüber hinaus über die Biblioteca Nacional zugänglich: Fundação Biblioteca Nacional (Brasil), Bibliothèque nationale de France, British Library, Deutsche Nationalbibliothek, Biblioteca Nacional de España, The Library of Congress (USA), ICCU – Istituto Centrale per il Catalogo Unico (Itália), CERL – Consortium of European Research Libraries, EROMM – European Register of Microform Masters, und OCLC WorldCat.